# پیک تندیکول
پیک تندیکول (به لاتین: Pik Tandykul) یک کوه در قرقیزستان است که در مرز قرقیزستان-تاجیکستان واقع شده‌است. پیک تندیکول ۵٬۷۵۰ متر بالاتر از سطح دریا واقع شده‌است.